# Olympiakos Syndesmos Filathlōn Peiraiōs (pallacanestro femminile)
L'Olympiakos Syndesmos Filathlōn Peiraiōs è una società di pallacanestro femminile greca, con sede al Pireo: milita nel campionato greco di pallacanestro femminile e nella EuroLeague Women; fa parte dell'omonima società polisportiva.

## Palmarès
- Campionato greco femminile: 9

2016, 2017, 2018, 2019, 2020, 2022, 2023, 2024, 2025
- Coppa di Grecia: 6

2016, 2017, 2018, 2019, 2022, 2025